# ポール・ミニャール
ポール・ミニャール（Paul Mignard、1639年12月27日 - 1691年10月15日）は、フランスの画家、版画家である。主に肖像画家として知られる。

## 略歴
アヴィニョンで生まれた。父親は画家のニコラ・ミニャールで叔父の、ピエール・ミニャールも有名な画家である。弟のピエール（Pierre II Mignard:1640-1725）も建築家、画家となった。
叔父のピエール・ミニャールから学んだとされる。1672年に父親の肖像画を、王立絵画彫刻アカデミーに提出して、アカデミーの会員に選ばれた。
1670年代に父親や叔父と同じように、イタリアに留学したが、その滞在については詳細は知られていない 。イギリスでも肖像画を描いた。バイエルンで宮廷画家として働き、バイエルン選帝侯、フェルディナント・マリアやその王妃など王族の肖像画が残されている。1690年にリヨン市の画家に任命され、市の役人の肖像画を描いた。リヨンで没した。
作品はリヨン美術館などに収蔵されている。

## 作品

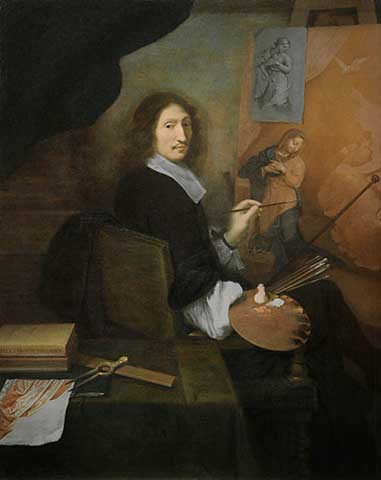
ニコラ・ミニャール
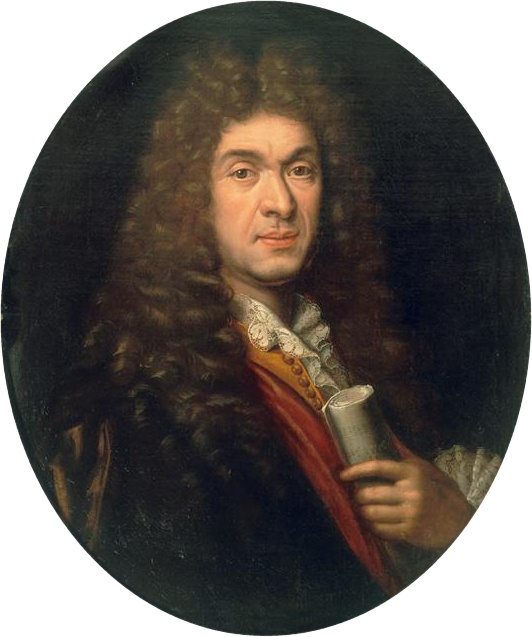
ジャン＝バティスト・リュリ-作曲家
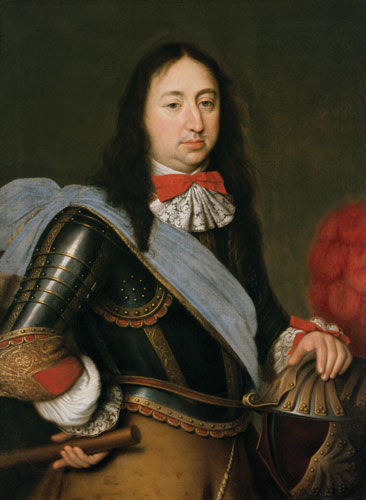
フェルディナント・マリア (バイエルン選帝侯)
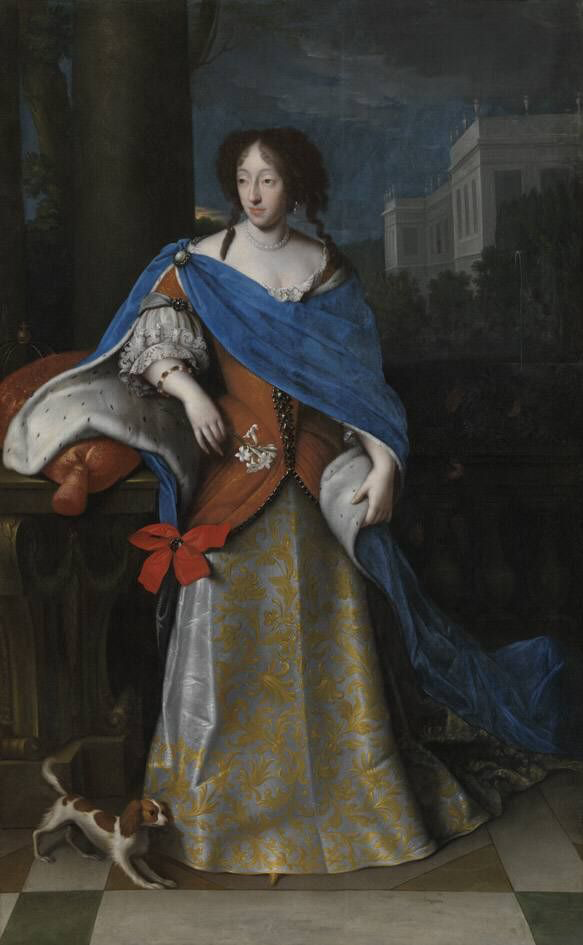
ヘンリエッテ・アーデルハイト・フォン・ザヴォイエン